# Ставки (Подільський район)
Ставки — село Куяльницької сільської громади в Подільському районі Одеської області, Україна. Населення становить 253 осіб.

## Історія
До 2016 року носило назву Чапаєвка. 19 травня 2016 року у відповідності до вимог Закону України «Про засудження комуністичного та націонал-соціалістичного (нацистського) тоталітарних режимів в Україні та заборону пропаганди їхньої символіки» перейменоване на Ставки.
Колишній орган місцевого самоврядування — Ставківська сільська рада.
12 червня 2020 року, відповідно до Розпорядження Кабінету Міністрів України від № 724-р «Про визначення адміністративних центрів та затвердження територій територіальних громад Одеської області», увійшло до складу Куяльницької сільської територіальної громади.
19 липня 2020 року, в результаті адміністративно-територіальної реформи і ліквідації Подільського району (1923-2020), село увійшло до складу новоутвореного Подільського району Одеської області.

## Населення
Згідно з переписом УРСР 1989 року чисельність наявного населення села становила 181 особа, з яких 74 чоловіки та 107 жінок.
За переписом населення України 2001 року в селі мешкало 245 осіб.

### Мова
Розподіл населення за рідною мовою за даними перепису 2001 року:
| Мова       | Відсоток |
| ---------- | -------- |
| українська | 78,26 %  |
| російська  | 11,46 %  |
| молдовська | 8,70 %   |
| болгарська | 0,79 %   |
| польська   | 0,40 %   |
| інші       | 0,39 %   |